# Козьма Пресвітер

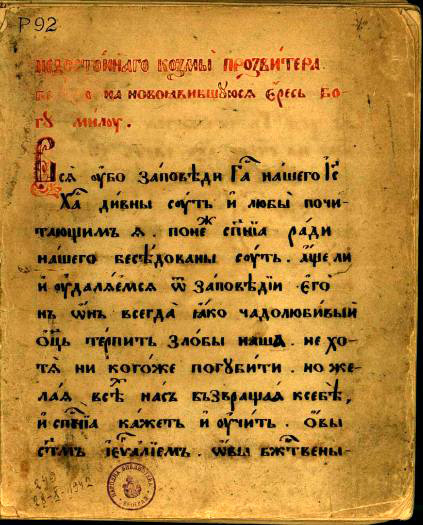
Рукопис «Недостојнога Козме презвитера беседа на новојављену јерес богумилу» в Народній бібліотеці Сербії

Козьма Пресвітер (болг. Презвитер Козма хорв. Prezviter Kozma; народився і жив орієнтовно в Χ столітті) — болгарський церковник, письменник часів Середньовіччя. Став відомий своїми анти-богомильськими трактатами, які стали цінним джерелом знань про середньовічне болгарське суспільство (особливо часів єресі богомилів на півдні Балкан).

## Життєпис
Про життя та діяльність Козьми Пресвітера зовсім мало відомо. І лише завдячуючи декільком описам, що він пише про себе в «Беседа против богомилите» — дослідники-сучасники мали змогу хоч щось про нього дізнатися.
Як було заведено у середньовічних священників і писарів, Козьма найменував себе у текстівках «негідним». Проте, навряд чи він був серед духівництва низького рангу, адже у своєму трактаті він допускав широку критику високого духівництва Болгарської патріархії. — це означало, що він був знайомий зі звичками та підвалинами серед високопоставлених членів церковної ієрархії і писав свій трактат під впливом, або ж за прямими замовленнями болгарських сановників-правителів, а той самого царя.
Щодо місця народження та проживання Козьми Пресвітера — то точних даних про це не існує: одні припускають його походження зі столиці — Преслава, а інші схиляються до Охридського походження чи районів сучасної Македонії.

## Творчий набуток
Дослідники життя і творчості Козьми Пресвітера вважають його автором кількох релігійно-теологічних трактатів. На жаль, жоден із них не дійшов до сучасників в оригіналі. І лише один з них, найвідоміший твір, якого переписували не одне покоління духівників — дійшов до теперішніх часів і це є «Недостојнога Козме презвитера беседа на новојављену јерес богумилу». Найдавніший оригінал цього твору датується XV століттям. Віднайдено 25 різних копій цієї праці (написані в різний час), більшість з яких переписувалися в Росії, меншість — в південних Балканах.
Цей трактат визнаний найранішою і найповнішою роботою, в якій розповідається про релігійну течію богомилів і розкрито характер богомильства, його походження та дуалістична доктрина. Цей твір також є важливим джерелом пізнання тогочасного болгарського суспільства — в Х-му столітті.
Зрештою, Козьма Пресвітер викриває як богомилів, так і православне духівництво, яке своїми вадами і недбальством викликало антицерковні й антидержавні течії-рухи. Повна високих літературних досягнень «беседа на новојављену јерес богумилу» вважається єдиним слов'янським джерелом з історії богомильства, близьким за часом до зачатків і розвою цього руху (і у порівнянні з іншими — неупередженим).

## Вшановування Козьми Пресвітера
Вшановування Козьми Пресвитера почалося ще з XV століття, коли його твори поширилися півднем та сходом Європи, особливо на Русі в розпал боротьби із зжидовілими. І досі серед старообрядців заведено переписувати його церковно-моральні тексти — в яких вони, зчаста, перед його іменем дописують абрівеатуру «св.» (за задумом їхнім — святий). Саме цьому переписуванню і завдячують історики, бо так до наших днів дійшли тексти Пресвітера Козьми — адже оригінали так і не збереглися.
Друга хвиля вшановування та вивчення діянь Козьми Пресвітера сталася наприкінці XIX і початку XX століть. Коли декілька болгарських вчених та дослідників почали досліджувати твори Пресвітера і писати на їх основі свої праці. А пізніше до них долучилися і церковні діячі й російські дослідники-історики.
В наш час, в честь Козьми Пресвітера було названо острів в Південних Шетландських островах, розташований поблизу Антарктиди. І таку ж назву, Козьма Пресвітер, носить село в Тирговиштській області.
До того ж, в багатьох болгарських містах іменем Козьми Пресвітера було названо вулиці, а саме в: Софії, Пловдиві, Варні та Перніку.